# Wyciek
Wyciek – słaby, nieskoncentrowany, powierzchniowy lub liniowy wypływ wody podziemnej z odsłoniętego w sposób sztuczny lub naturalny wodonośca. Wycieki mogą występować w jaskiniach i korytarzach krasowych, w kopalniach, w skarpach i zboczach dolin. Woda wyciekająca łączy się w strużki odpływające w dół. Wycieki są zjawiskiem okresowym, zanikają w okresie bezdeszczowym.
Porównaj: źródło, wykap, młaka, wysięk.